# NGC 1055
NGC 1055 is een balkspiraalstelsel in het sterrenbeeld Walvis. Het hemelobject ligt 52 miljoen lichtjaar (14,4 × 106 parsec) van de Aarde verwijderd en werd op 18 december 1783 ontdekt door de Duits-Britse astronoom William Herschel. Het bevindt zich in de buurt van M77 en behoort daarom tot de M77-cluster.

## Opzoekmethode NGC 1055
Amateurastronomen kunnen gemakkelijk naar NGC 1055 op zoek gaan omdat, vanaf de aarde gezien, de schijnbaar nabijgelegen sterren HD 16835 en HD 16786 van magnitude 7 en 8 met dit stelsel een gelijkbenig driehoekje vormen. Dit driehoekje vormt op zijn beurt een grotere gelijkbenige driehoek samen met M77 en de ster δ Ceti.

## Synoniemen
- IRAS 02391+0013
- 2MASX J02414523+0026354
- MCG +00-07-081
- PGC 10208
- UGC 2173
- ZWG 388-95
- HIPASS J0241+00